# 豚戦争 (1906年)
豚戦争（ぶたせんそう、ドイツ語: Schweinekrieg / セルビア語: Царински рат）は、1906年以降、セルビア（セルビア王国）とオーストリア＝ハンガリー帝国の間で発生した貿易摩擦（関税戦争）。オーストリア＝ハンガリー帝国がセルビアの主要輸出品である豚などの畜産品を禁輸したことからこの名称で呼ばれる。
この対立を通じてセルビアはオーストリア＝ハンガリーからの経済的自立を達成し、オーストリア＝ハンガリー帝国にとっては外交上・通商上の失点となった。

## 概要
20世紀初頭までのセルビアは、主要な農産物輸出国であるオーストリア＝ハンガリー（二重帝国）との経済的関係が強く、いわば同国の「衛星国」的な地位にあり、また近隣のオスマン帝国やブルガリアを牽制するため同国との友好関係を必要としていた。しかし1903年、親オーストリア＝ハンガリー的なオブレノヴィチ家の国王が打倒されカラジョルジェヴィチ家の新国王ペータル1世が即位すると、彼は親露政策を採って同盟関係を二重帝国から英・仏へと転換、ブルガリアとも経済同盟を形成した。
1906年、セルビアが兵器の購入先を二重帝国のベーメンの兵器工場からフランスに切り替えると、二重帝国は対抗措置としてセルビアの主要輸出品である畜産品（豚またはその製品）など農産物への禁止関税を施行した。これに対しセルビアは二重帝国からの輸入を拒否する報復措置をとり、「豚戦争」が始まった。その間セルビアは、二重帝国以外のヨーロッパ諸国に市場を求めてオスマン帝国のサロニカ（現在のギリシア・テッサロニキ）の港経由で交易を行い、オスマン帝国のほかエジプト・ロシアに家畜の輸出先を拡げ、さらに皮肉なことに、オーストリア＝ハンガリーの有力な同盟国であるドイツに市場を確保することによって二重帝国からの経済的自立を達成した。
「豚戦争」により高まったセルビアの民族意識は反オーストリア＝ハンガリーへ向かい、以後両国の関係は急速に悪化して第一次世界大戦勃発の遠因となった。